# Мятлик разноцветный
Мя́тлик разноцве́тный (лат. Póa versícolor) — многолетнее травянистое растение; вид рода Мятлик (Poa) семейства Злаки (Poaceae).

## Ботаническое описание
Многолетнее травянистое растение 15—50 см высотой, образующее густые дерновинки, без ползучих побегов.
Стебли шероховатые (под метёлкой почти гладкие), обычно с двумя — тремя узлами, верхний узел чаще находится ниже середины стебля и выступает из влагалища.
Листья узколинейные, 0,5—1,25 мм шириной, несколько шероховатые; язычки удлинённые, 2—3 мм.
Колоски ланцетные, 3—5 мм длиной, трёх-пятицветковые, желтовато-зелёные, с золотистым кончиком, реже фиолетовые. Колосковые чешуи почти одинаковые. Нижние цветковые чешуи с неясными жилками. Соцветие — узкая метёлка длиной до 10 см, с острошершавыми веточками до 4 см длиной. Цветёт в июне — июле.
Плод — зерновка.

## Распространение и местообитание
Растёт по степям на глинистых и щебнистых почвах.
- в России: европейская часть, Сибирь, Дальний Восток.
- в мире: Восточная Европа, Средняя Азия, Джунгария, Монголия[2].

Лимитирующие факторы — интенсивный выпас скота, ранневесенние палы, распашка территории.

## Синонимика
По данным The Plant List на 2010 год, в синонимику вида входят:
- Poa attenuata var. stepposa Krylov
- Poa attenuata var. versicolor (Besser) Regel
- Poa botryoides (Trin. ex Griseb.) Kom.
- Poa botryoides Trin. ex A. Besse
- Poa diantha Steud.
- Poa erythropoda Klokov
- Poa grandispica Keng f. ex L.Liu
- Poa incerta Keng f. ex L.Liu
- Poa kelungensis Ohwi
- Poa linearis Trin. ex Bunge. nom. illeg.
- Poa longiglumis Keng f. ex L.Liu
- Poa misera var. sphondylodes (Bunge) Koidz.
- Poa nemoralis subsp. ochotensis (Trin.) Tzvelev
- Poa nemoralis subsp. podolica Asch. & Graebn.
- Poa ochotensis Trin.
- Poa ochotensis subsp. stepposa (Krylov) Tzvelev
- Poa orinosa Keng f.
- Poa palustris var. botryoides (Trin. ex Griseb.) Hack. ex B. Fedtsch.
- Poa plurifolia Keng f.
- Poa podolica (Asch. & Graebn.) Blocki ex Zapal.
- Poa polonica Blocki
- Poa pseudosterilis Galkin
- Poa relaxa Ovcz.
- Poa romanica Prodán
- Poa schoenites Keng f. ex L.Liu
- Poa sphondylodes Trin. ex Bunge
- Poa sphondylodes Trin.
- Poa sphondylodes var. diantha (Steud.) Miq.
- Poa sphondylodes var. erikssonii Melderis
- Poa sphondylodes subsp. kelungensis (Ohwi) T.Koyama
- Poa sphondylodes var. kelungensis (Ohwi) Ohwi
- Poa sphondylodes var. koidzumii Honda
- Poa sphondylodes var. plurifolia (Keng) Olonova & Wen L. Chen
- Poa sphondylodes var. subtrivialis Ohwi
- Poa stepposa (Krylov) Roshev.
- Poa stereophylla Keng f. ex L.Liu
- Poa sterilis subsp. versicolor (Besser) Asch. & Graebn.
- Poa sterilis var. versicolor (Besser) Griseb.
- Poa subaphylla Honda
- Poa transbaicalica Roshev.
- Poa urgutina Drobow
- Poa varia Keng f. ex L.Liu
- Poa versicolor subsp. erythropoda Klokov) Tzvelev
- Poa versicolor var. megrica Tzvelev
- Poa versicolor subsp. ochotensis (Trin.) Tzvelev
- Poa versicolor subsp. relaxa (Ovcz.) Tzvelev
- Poa versicolor subsp. stepposa (Krylov) Tzvelev

## Охранный статус

### В России
В России вид входит в Красные книги Воронежской, Липецкой и Саратовской областей. Растёт на территории нескольких особо охраняемых природных территорий России.

### На Украине
Решением Луганского областного совета № 32/21 от 03.12.2009 г. вид входит в «Список регионально редких растений Луганской области».